# Agrostis flavidula
Agrostis flavidula é uma espécie de gramínea do gênero Agrostis, pertencente à família Poaceae.